# Cheplapharm Arzneimittel

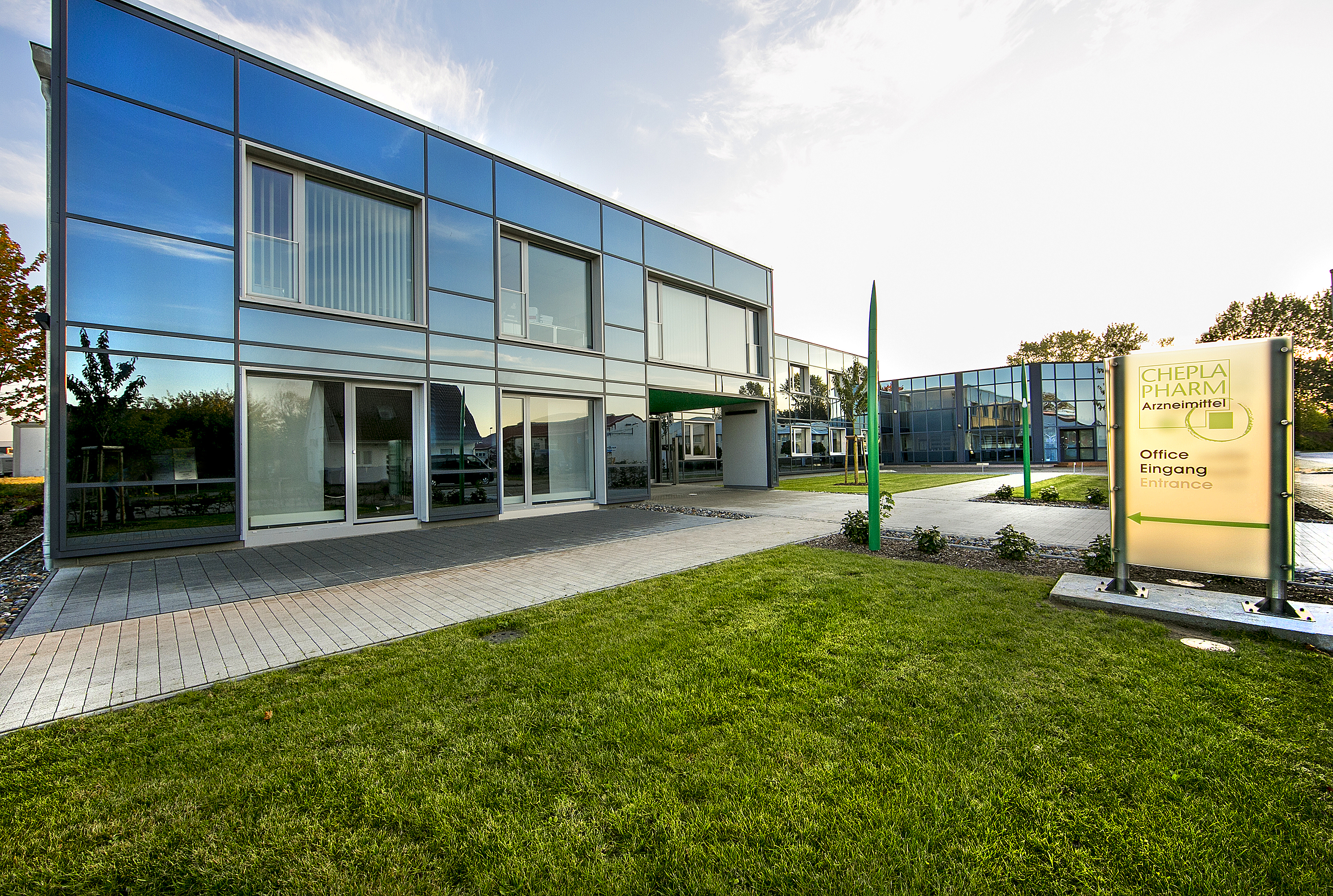
Firmengebäude im Gewerbegebiet Greifswald

Die Cheplapharm Arzneimittel GmbH (Eigenschreibweise CHEPLAPHARM) ist ein deutsches Unternehmen für „Specialty Pharma“, das weltweit Markenarzneimittel und Medizinprodukte vertreibt. Hauptsitz ist Greifswald in Mecklenburg-Vorpommern. Ein Tochterunternehmen hat seinen Sitz in Levallois-Perret (Frankreich).
Nach eigenen Angaben hält Cheplapharm mehr als 2500 Arzneimittelzulassungen in ca. 140 Ländern. Seit der Gründung im Jahre 1998 hatte Cheplapharm jährlich zweistellige Wachstumsraten durch eine global ausgerichtete Investitionsstrategie. Der Exportanteil beträgt dabei über 91 % der Umsätze. Cheplapharm ist eine Beteiligung der Braun Beteiligungs GmbH.

## Geschichte
Das Unternehmen wurde 1998 vom Pharmamanager Kurt Teubner in Freiburg gegründet. Namensgeber war eines der ersten Produkte im Sortiment, das homöopathische Diuretikum Cheplaren. Die Familie Braun kaufte das Unternehmen im Jahre 2003. Zu diesem Zeitpunkt erwirtschaftete Cheplapharm rund 600.000 Euro Jahresumsatz. Im gleichen Jahr wurde der Firmensitz nach Mesekenhagen verlegt und Sebastian F. Braun übernahm als neuer Geschäftsführer die Firmenleitung.
2014 bezog die Verwaltung von Cheplapharm einen Neubau im Greifswalder Gewerbegebiet Ziegelhof. Dorthin wurde 2018 der Hauptsitz des Unternehmens verlagert; 2020 eröffnete hier ein zweites Bürogebäude. 2015 wurde das auf der Insel Riems angesiedelte Logistikzentrum der Firma Riemser Pharma durch Cheplapharm übernommen. 2016 entstand die Tochtergesellschaft Cheplapharm France in Levallois-Perret, Frankreich.
2019 erzielte das Unternehmen erstmals einen Jahresumsatz von über 500 Mio. Euro. Anfang 2020 platzierte Cheplapharm seine erste Hochzinsanleihe am internationalen Kapitalmarkt.

### Geschichte der Produktübernahmen
Seit 2003 investierte das Unternehmen in mehr als 100 (Stand 2021) Markenarzneimittel und Medizinprodukte von internationalen Pharmaunternehmen (unter anderem Eli Lilly, Boehringer Ingelheim, Johnson & Johnson, LEO Pharma, Takeda, Novartis, Bristol-Myers Squibb, Sanofi, Hexal, Teva und UCB).
Wichtige internationale Übernahmen bis 2013 waren Distraneurin, Rohypnol und Vesanoid. Neben rezeptpflichtigen Medikamenten wurden frei verkäufliche Produkte wie Baldrian Dispert, Thüringer Arnikatinktur und Reisegold zugekauft. Mit der Übernahme des amerikanischen Pharmaherstellers Glenwood LCC erwarb Cheplapharm 2014 die Rechte an Potaba, einem Medikament zur systemischen Therapie der Induratio penis plastica.
2015 kamen unter anderem das Desinfektionsmittel Streptosil von Böhringer Ingelheim sowie die deutschen Vertriebsrechte für eine Reihe von Produkten der UCB Pharma hinzu, darunter Antihypertonika, das Schmerzmittel Octadon und das Pankreatin-Präparat Cotazym.
2016 erwarb Cheplapharm von F. Hoffmann-La Roche die Rechte Anexate, für Xenical und für den Betablocker Dilatrend (Januar 2017). Insgesamt wurden laut Firmenangaben in diesem Jahr 340 Millionen Euro überwiegend in diese Zukäufe investiert.
Im Dezember 2017 erfolgte die Übernahme des gegen Calcium- und Vitamin-D-Mangel eingesetzten Medikaments Calcivit D von Hexal AG. Ebenfalls seit 2017 vertreibt Cheplapharm auf Basis eines Vertriebsabkommens mit Orexigen Therapeutics in Deutschland, Frankreich und Österreich das Antiadipositum Mysimba.
2018 erwarb Cheplapharm von F. Hoffmann-La Roche unter anderem Cymevene und Konakion, von Bristol-Myers Squibb das Sotalex/Sotacor sowie von Novartis die weltweiten (außer USA) Rechte an Visudyne, einem in der photodynamischen Therapie der feuchten altersbedingten Makuladegeneration eingesetzten Medikament, sowie die europäischen Vertriebsrechte für das Bluthochdruckmedikament Atacand von AstraZeneca; die internationalen Vertriebsrechte für Atacand kamen 2020 hinzu.
2019 wurden internationale Marken- und Marktzugangsrechte für den Säureblocker Antra/Losec und das Psychopharmakum Seroquel von AstraZeneca übernommen, weiterhin kommerzielle Rechte für zwölf Produkte von Sanofi.
2020 investierte das Unternehmen in Produktportfolios von Takeda und Leo Pharma. Das 17 Produkte umfassende Takeda-Portfolio stellte hinsichtlich Umfang und Kaufpreis (450 Mio. Euro) die bislang größte Akquisition des Unternehmens dar. 2021 wurden alle Rechte für das Epilepsiemedikament Rivotril von Roche übernommen, weiterhin von Astellas die Zulassungen für vier Marken-Antibiotika sowie De Nol, ein Medikament gegen Infektionen mit Helicobacter pylori, für Russland, die Ukraine und weitere GUS-Länder.
2023 erwarb Cheplapharm von Eli Lilly and Company für knapp 1,24 Milliarden Euro die weltweiten Vertriebsrechte (mit Ausnahme Südkorea) für Zyprexa – der größte Zukauf in der bisherigen Firmengeschichte.

## Geschäftstätigkeit
Cheplapharm verfolgt eine Wachstums- und Geschäftsstrategie, die auf dem Erwerb von Produktrechten etablierter Markenarzneimittel und Medizinprodukte von internationalen Pharmaunternehmen sowie deren Lifecycle Management basiert. Häufig handelt es sich dabei um sogenannte „Specialty Pharma“-Produkte, also Nischenarzneimittel mit speziellen Indikationen, die nicht im Zentrum der Geschäftstätigkeit der großen Pharmaunternehmen stehen.

### Produkte
Das Portfolio umfasst verschreibungspflichtige Medikamente für die Anästhesie, Gastroenterologie, Hämatologie, für Infektionskrankheiten, kardiovaskuläre Erkrankungen, für die Notfallmedizin, Onkologie, Ophthalmologie, Schlafmedizin, Suchtmedizin und Bariatrie.

### Unternehmensstruktur und Besitzverhältnisse
Das Cheplapharm Arzneimittel GmbH befindet sich zu jeweils 50 % im Besitz von Sebastian Braun und Bianca Y. Juha (Stand: 2021). Das Unternehmen hat eine operative Tochtergesellschaft, die Cheplapharm France SAS, mit Sitz in Levallois-Perret bei Paris.

## Auszeichnungen
Cheplapharm ist Träger des Axia Best Managed Companies Award 2019 und 2020.